# Erdener Prälat
Der Erdener Prälat ist eine Weinlage der Ortsgemeinde Erden im Anbaugebiet Mosel, Bereich Bernkastel.

## Weinlage
Die 1,5 Hektar große Steillage liegt links der Mosel, gegenüber von Erden und moselabwärts von Ürzig direkt an der B 53 in südlicher Ausrichtung. Der Boden besteht aus Schiefer. Die Lage ist ausschließlich mit Riesling bepflanzt. Der Erdener Prälat ist eine Große Lage des VDP und für Große Gewächse des Bernkasteler Rings zugelassen.

## Anteilseigner
Folgende Weingüter haben Besitz im Erdener Prälat:
- Dr. Loosen
- Schmitges
- Markus Molitor
- Dr. F. Weins-Prüm
- Dr. Hermann
- C. H. Berres
- Mönchhof
- Meulenhof
- Karl Erbes
- Schwaab & Sohn
- Schwaab-Dietz